# Сайлеутхай
Сайлеутхай (тай. ไสลือไทย; д/н—1419) — 8-й правитель Сукотай у 1399-1419 роках. Відомий також як Маха Таммарача III.

## Життєпис
Походив з династії Пхра Руанг. Син Леутхая, володаря Сукхотаї, та Сі Кухалакшана (доньки Літхая. Посів трон 1399 року. На той час ймовірно був досить молодим, оскільки йогом ати стала регентом. Про це свідчать написі, зроблені Сі Кухалакшаною. У написі № 46 сказано, що вона разом зі своїм сином Сайлеутхаєм 1400 року знову захопила Пхра Банг. Завдяки цьому рух товарів з Аюттхаї в напрямку північ-південь було перервано.
1401 року після смерті правителя Сенмуангми втрутився у боротьбі за владі в Ланні. Проте спробав посадити на трон претендента Ікумкама виявилася марною. Останньою Сайлеутхай передав область Кампхаенг Пхет.
У 1410-х роках поновилася війна з Аюттхєю, правитель якої Інтарача I намагався відновити колишній вплив. До кінця свого правління Сайлеутхай зазнав поразки й визнав зверхність Аюттхаї. За 
іншими відомостями це сталося вже після його смерті 1419 року. Інтарача I розділив Сукхотай між синами померлого, призначивши офіційним правителем Бороммапана.